# Phalacrotophora triguttata
Phalacrotophora triguttata är en tvåvingeart som beskrevs av Rudolf Beyer 1965. Phalacrotophora triguttata ingår i släktet Phalacrotophora och familjen puckelflugor. Inga underarter finns listade i Catalogue of Life.